# Ringkärrhätting
Ringkärrhätting (Galerina jaapii) är en svampart som beskrevs av Alexander Hanchett Smith och Rolf Singer 1955. Enligt Catalogue of Life ingår Ringkärrhätting i släktet Galerina,  och familjen Strophariaceae, men enligt Dyntaxa är tillhörigheten istället släktet Galerina,  och familjen buktryfflar. Arten är reproducerande i Sverige. Inga underarter finns listade i Catalogue of Life.